# Tom Tully
Thomas Kane Tulley (født 21. august 1908, død 27. april 1982), kendt professionelt som Tom Tully, var en amerikansk teater-, tv- og filmskuespiller.